# Виробництво кави у Мексиці

Регіони вирощування кави у Мексиці.

Виробництво кави в Мексиці є восьмим у світі за обсягами та становить за даними 2009 року 252 000 тонн на рік. Вирощування кави в основному зосереджене на півдні центральних і південних регіонах країни. Здебільшого вирощується арабіка, яка особливо добре росте в прибережному регіоні Соконуско, Чіапас, поблизу кордону з Гватемалою.
Наприкінці XVIII століття кава потрапила до Мексики з Антильських островів, але не експортувалася у великих кількостях до 1870-х років. Починаючи із 1980-х років вона стала найціннішою експортною культурою країни. Сьогодні Мексика є найбільшим імпортером кави у США.

## Історія

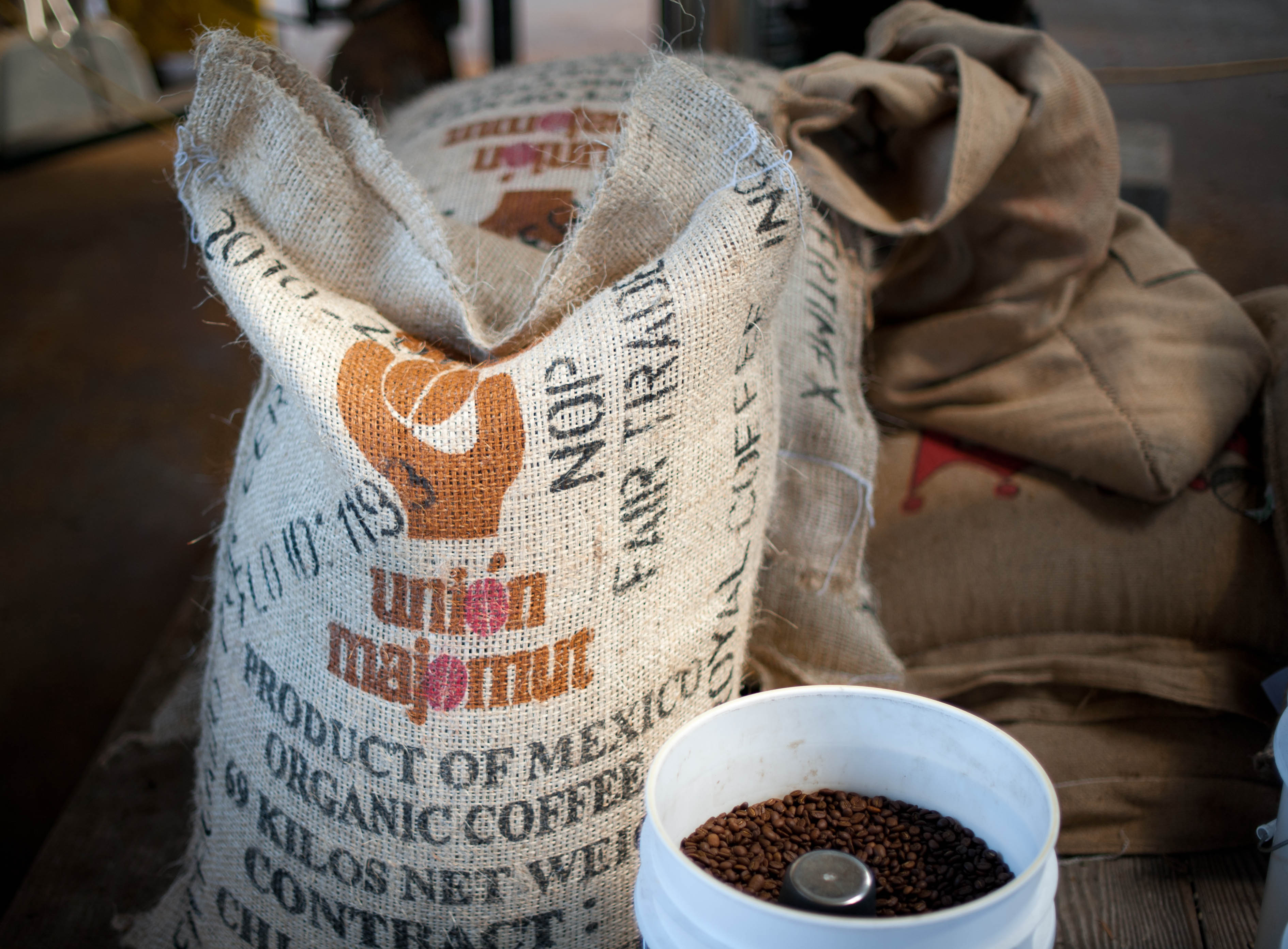
Органічна кава з Чіапаса.

Кава прибула до Мексики з Вест-Індії через порт Веракрус і, можливо, вперше була посаджена в ольмекському регіоні Акаюкан. Наприкінці XVIII століття кава була вперше представлена в Веракрусі, штаті Мексики. З того часу, як кава була завезена в Чіапас наприкінці XIX століття, він став основним регіоном її вирощування у Мексиці. На початку 1980-х кавові плантації в Мексиці швидко поширилися на 12 штатів.
У 1982 році загальна площа вирощування кави становила 497 456 гектарів. Крім того, протягом 1970-х і 1980-х років виробництво кави відіграло значну роль для національної економіки та стало основним джерелом доходу для понад двох мільйонів людей у Мексиці. Кавова промисловість пропонувала багато можливостей для працевлаштування в Мексиці.
У 2014 році Мексика була восьмою країною з найвищим виробництвом кави, із загальним обсягом 3,9 мільярда мішків, що еквівалентно 3 відсоткам світового виробництва.

## Мексиканський інститут кави (INMECAFE)
Мексиканський інститут кави (Instituto Mexicano del Cafe) ——INMECAFE, був регульованою державою агенцією, відповідальною за надання технічної допомоги, управління мексиканськими експортними квотами на каву та підтримку стабільних цін на каву на ринку. Завдяки зусиллям INMECAFE щодо інтеграції нових земель для вирощування кави, продуктивність кави швидко зросла, а три основні штати, Чіапас, Веракрус і Оахака, виділили 73% від загальної площі сільськогосподарських угідь для виробництва кави.
З 1970 по 1982 рік площа сільськогосподарських угідь Мексики, призначених для виробництва кави, збільшилася на 141 203 гектари, а національне виробництво кави зросло приблизно на 6 000 тонн зеленої кави на рік.
У 1989 році INMECAFE розпався після того, як президент Карлос Салінас де Гортарі оголосив, що мексиканський уряд відмовиться від контролю над своїм ринком кави. Ця зміна політики залишила фермерів без захисту від дуже нестабільних міжнародних цін на каву та мала руйнівні наслідки, особливо для дрібних виробників.

## Кавова криза
У 1962 році була укладена Міжнародна угода про каву, яка була протоколом для підтримки квот на експорт кави в країнах і підтримки високих і стабільних цін на каву на ринку. Однак цю угоду було ліквідовано у 1989 році, і в результаті недоліків в управлінні кава перевироблялася, а ціни на неї постійно падали, тому у Мексиці виникла кавова криза. Кавова криза посилилася між 1999 і 2003 роками і породила величезні соціальні та економічні проблеми в Мексиці. Між 1989 і 1995 роками виробництво кави в Мексиці скоротилося на 6,6%.
Через зниження прибутку на 71%, виробники кави в Мексиці припинили використовувати добрива, 40% з них скоротили прополку, а 75% припинили інвестувати в захист від шкідників.Через поганий догляд за кавовими плантаціями якість кави значно впала, а виробництво скоротилося. До кінця 2005 року Мексика спостерігала найнижчу експортну партію кави за останні три десятиліття. Протягом 2006 року експорт кави в Мексику зріс до 4,2 мільйона мішків, але він все ще був низьким порівняно з 5 роками раніше.